# Montcorbon
Montcorbon foi uma comuna francesa na região administrativa do Centro, no departamento Loiret. Estendia-se por uma área de 27 km². Em 2010 a comuna tinha 460 habitantes (densidade: 17 hab./km²).
Em 1 de janeiro de 2016, passou a fazer parte da nova comuna de Douchy-Montcorbon.